# Carassius gibelio
Espèce
Synonymes
- Carassius auratus gibelio natio vovkii Johansen, 1945[1]
- Carassius auratus gibelio vovkii Johansen, 1945[2]
- Carassius auratus gibelio (Bloch, 1782)[1]
- Carassius auratus gibelio (Bloch, 1783)[2]
- Carassius bucephalus Heckel, 1837[1] {
- Carassius carassius gibelio (Bloch, 1782)[2]
- Carassius ellipticus Heckel, 1848[1]
- Carassius vulgaris kolenty Dybowski, 1877[1]
- Carassius vulgaris ventrosus Walecki, 1863[1]
- Cyprinopsis gibelio (Bloch, 1782)[2]
- Cyprinus amarus Koch, 1840[1]
- Cyprinus gibelio Bloch, 1782[1]

Carassius gibelio, communément appelé Carassin argenté, Carpe prussienne ou Carpe de Prusse, est une espèce de poissons de la famille des cyprinidés. Elle est proche de deux autres espèces du genre Carassius avec lesquelles elle est souvent confondue, Carassius carassius et Carassius auratus.

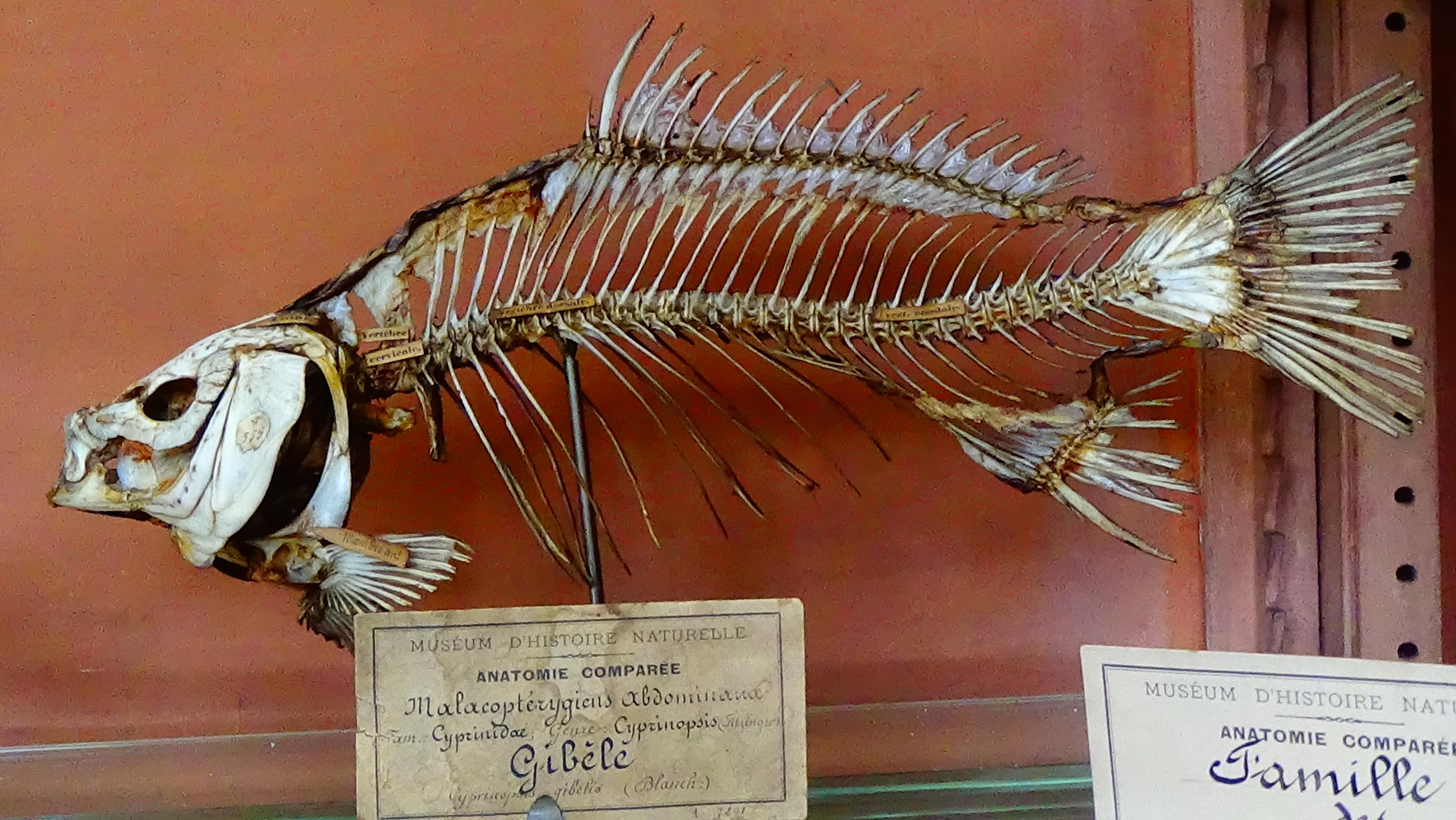
Carassius gibelio - (Cyprinopsis gibelio) - squelette conservé au MNHN de Paris